# Estació de Castelldefels
Castelldefels és una estació de ferrocarril propietat d'adif situada a la població de Castelldefels a la comarca del Baix Llobregat. L'estació es troba a la línia Barcelona-Vilanova-Valls per on circulen trens de les línies R2 i R2 Sud de Rodalies de Catalunya operat per Renfe Operadora.
L'any 2016 va registrar l'entrada de 2.385.000 passatgers.
Actualment és l'únic transport ferroviari que serveix al municipi, encara que a mitjà termini està projectada la prolongació de la línia R3 des de Cornellà de Llobregat fins a Castelldefels passant per Gavà.

## Història
Aquesta estació de la línia de Vilanova va entrar en servei l'any 1881 quan es va obrir el tram entre les Hortes de Sant Beltran al costat de les Drassanes de Barcelona i Vilanova i la Geltrú. Posteriorment l'any 1887 amb la unificació de la línia amb la línia de Vilafranca, els trens van deixar de passar per la carretera del Morrot, per passar per l'actual traçat per Bellvitge. Al segle xx es van fer obres a la línia per duplicar les vies.

## Serveis ferroviaris
| Rodalia de Barcelona                                 |                                 |          |      |                                                                   |
| Procedència/Destinació                               | <                               | Línia    | >    | Procedència/Destinació                                            |
| terminal                                             | terminal                        |          | Gavà | Granollers Centre                                                 |
| Sant Vicenç de Calders Vilanova i la Geltrú          | Platja de Castelldefels Sitges¹ |          | Gavà | Estació de França                                                 |
| Sant Vicenç de Calders Vilanova i la Geltrú terminal | Platja de Castelldefels Sitges¹ | En obres | Gavà | Sant Andreu Comtal Granollers Centre Sant Celoni Maçanet-Massanes |
| Serveis regionals de Rodalies de Catalunya           |                                 |          |      |                                                                   |
| Lleida Pirineus                                      | Sitges                          |          | Gavà | Barcelona-Estació de França                                       |
| Reus                                                 | Sitges                          |          | Gavà | Barcelona-Estació de França                                       |

|}
1. Alguns trens de rodalia no fan parada ni a Platja de Castelldefels ni a Garraf, sent la següent o anterior Sitges.

1. Aquest recorregut de la R2 és provisional fins al 2011 fruit de les obres a Sant Andreu Comtal, per veure quins són els canvis que hi ha hagut vegeu R2 i R10.

## Edifici
L'edifici de l'estació és una obra del municipi de Castelldefels (Baix Llobregat) inclosa en l'Inventari del Patrimoni Arquitectònic de Catalunya. Edifici de planta rectangular que consta de planta baixa i un pis al costat que dona a la via, mentre que al cantó que dona a la plaça té dos pisos i està rematat per un frontó. Com es pot apreciar a la fotografia de la fitxa, les finestres que apareixien a la fotografia del catàleg elaborat per l'Ajuntament de Castelldefels han estat cegades de manera que ja no es veuen. Destaca la nombrosa presència d'obertures i el cos sobresortint a l'angle sud-est de l'edifici.
El 1880 es va construir el Camí de Ferro de Vilanova. Un any més tard es va inaugurar el baixador a Castelldefels i, dos anys més tard, el 1883, es va construir aquesta estació.